# Aisling
Aisling – irlandzkie imię żeńskie, oznaczające sen lub wizję.
Inne formy:
- Aislin
- Aislinn
- Ashling